# Lolita Rodrigues
Sylvia Gonçalves Rodrigues Leite (Santos, 10 de março de 1929 – João Pessoa, 5 de novembro de 2023), mais conhecida pelo nome artístico de Lolita Rodrigues, foi uma atriz, apresentadora, locutora e cantora brasileira. Descendente de espanhóis, iniciou a carreira na década de 1940 como cantora nas rádios paulistas, até se tornar uma pioneira da televisão brasileira, tendo trabalhado nas principais emissoras do país.
Na década de 1950, foi contratada pela TV Tupi, tendo atuado em uma série de programas, telenovelas e teleteatros da emissora. Nesta época, dividiu com o marido, Aírton Rodrigues, a apresentação dos programas Almoço com as Estrelas e Casa dos Artistas, atrações que permaneceram no ar até o ano de 1980, época do fechamento da emissora. Entre os anos 1960 e 1970, também teve passagens pela TV Excelsior e RecordTV, até ser contratada pela Rede Globo na década de 80, tendo atuado em uma série de telenovelas, como Sassaricando (1987), Rainha da Sucata (1990), A Viagem (1994), Kubanacan (2003) e Viver a Vida (2009).
Formou com Hebe Camargo e Nair Bello, suas grandes amigas e colegas de profissão de uma vida inteira, uma das amizades mais engraçadas e lembradas na história da televisão brasileira.

## Primeiros anos
Seus pais, os imigrantes espanhóis Isaac González Veiga e Isolina Nieves Ramos, foram ambos nascidos na Galiza, no concelho da Gudiña. Ele da paróquia de Pentes, ela da de São Lourenço. O sobrenome paterno no Brasil seria aportuguesado em "Gonçalves". Devido à influência de pais e tios, cresceu ouvindo canções espanholas. O nome artístico foi dado pela mãe em homenagem a uma prima da Espanha de mesmo nome. Em 1951 casou-se com Aírton Rodrigues (de quem herdou o sobrenome), com quem teve uma filha, Silvia Regina Rodrigues Leite.

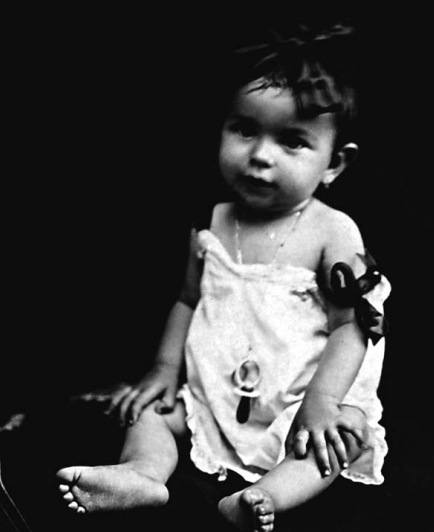
Sylvia ainda bebê.

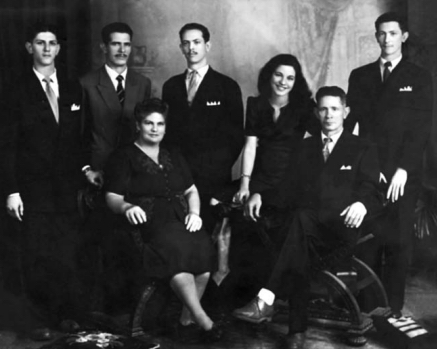
Lolita e familiares.

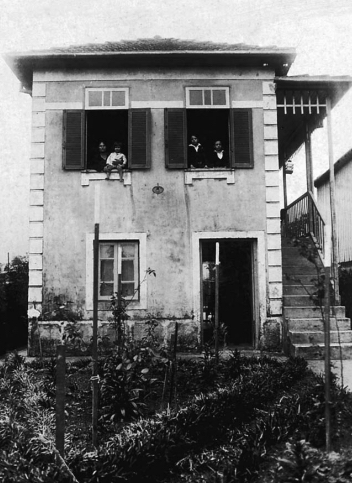
Casa onde nasceu Lolita, à rua Carvalho de Mendonça 676, bairro Marapés em Santos.

## Carreira
Em 1939, aos dez anos, iniciou sua carreira participando de radionovelas na Rádio Record, em São Paulo. Seguiu carreira participando de radionovelas e como cantora de rádio, passou pelas rádios Bandeirantes, Cultura e Tupi, chegando a ganhar dois Troféus Roquette Pinto como "Melhor Cantora". Na inauguração da TV Tupi, em 1950, Lolita substituiu Hebe Camargo, sua amiga de longa data, e cantou o hino especialmente feito para aquela ocasião, o Hino da Televisão Brasileira, com letra do poeta Guilherme de Almeida. Junto com seu marido, Aírton Rodrigues, apresentou, a partir de 1956 e durante longos anos, os programas "Almoço com as Estrelas" e "Clube dos Artistas", na TV Tupi de São Paulo, onde fizeram grande sucesso. Após 31 anos de casamento, o casal se separou, porém não oficialmente; Aírton morre alguns anos depois, tornando-a oficialmente viúva. Também participou como apresentadora do programa de auditório Você Faz o Show, da TV Jornal do Commercio, junto com o produtor e apresentador Fernando Castelão, nos primeiros anos de 1960.
O sonho de Lolita era se tornar atriz, realizando-se em 1957, a convite de Cassiano Gabus Mendes, quando interpretou a cigana Esmeralda, sua primeira protagonista na telenovela O Corcunda de Notre Dame, exibida às terças e sextas-feiras, onde cantava, dançava, representava e tocava castanholas. Ela também participou da primeira telenovela diária, a 2-5499 Ocupado, formando o triângulo romântico com Glória Menezes e Tarcísio Meira.
No dia 7 de abril de 2000, foi convidada, junto com as amigas Hebe Camargo e Nair Bello, para uma entrevista histórica no Programa do Jô na Rede Globo, entrevista essa que rendeu vários memes e é lembrada até hoje pelos fãs devido ao bom humor do trio. As três foram grandes amigas até a morte de ambas, amizade essa que sempre rendia momentos hilários na televisão. Lolita e Nair contracenaram nas telenovelas A Viagem, Uga Uga, Kubanacan e no Zorra Total. Em 2009, é lançado De Carne e Osso, biografia de Lolita, escrita pela jornalista Eliana Castro, que faz parte da Coleção Aplauso, da Imprensa Oficial do Estado de São Paulo. Na biografia, a atriz relata sua carreira e a grande amizade com Hebe, que a considerava sua melhor amiga.
Em 2010, após encerrar Viver a Vida, decidiu se aposentar e se mudar para João Pessoa, cidade onde morava sua filha.

## Morte
Lolita morreu no dia 5 de novembro de 2023 no Hospital Nossa Senhora das Neves em João Pessoa, vítima de pneumonia. Seu corpo foi cremado no crematório Caminho da Paz, em Cabedelo. A cremação foi um pedido da atriz anteriormente para sua filha..

## Filmografia

### Televisão
| Ano     | Novela                             | Personagem / Cargo          | Nota                             | Emissora      |
| ------- | ---------------------------------- | --------------------------- | -------------------------------- | ------------- |
| 1950–54 | Música e Fantasia                  | Apresentadora               |                                  | Rede Tupi     |
| 1954    | A Muralha                          | Antônia Gusmão              |                                  | Rede Record   |
| 1955–60 | TV de Vanguarda                    | Vários personagens          |                                  | Rede Tupi     |
| 1955–60 | Clube dos Artistas                 | Apresentadora               |                                  | Rede Tupi     |
| 1956–83 | Almoço com as Estrelas             | Apresentadora               |                                  | Rede Tupi     |
| 1957    | O Corcunda de Notre Dame           | Esmeralda                   |                                  | Rede Tupi     |
| 1958–60 | TV de Comédia                      | Vários personagens          |                                  | Rede Tupi     |
| 1960    | Você Faz o Show                    | Apresentadora               |                                  | Rede Tupi     |
| 1960    | Chá das Bonecas                    | Apresentadora               |                                  | Rede Tupi     |
| 1961–62 | Simonetti Show                     | Vários personagens          |                                  | TV Excelsior  |
| 1963    | 2-5499 Ocupado                     | Laura                       |                                  | TV Excelsior  |
| 1963    | Aqueles que Dizem Amar-se          | Mariana                     |                                  | TV Excelsior  |
| 1964    | Mãe                                | Maria                       |                                  | TV Excelsior  |
| 1964    | Ambição                            | Guida                       |                                  | TV Excelsior  |
| 1964    | O Pintor e a Florista              | Clélia                      |                                  | TV Excelsior  |
| 1965    | Ontem, Hoje e Sempre               | Laura                       |                                  | TV Excelsior  |
| 1965    | Em Busca da Felicidade             | Anita                       |                                  | TV Excelsior  |
| 1966    | Anjo Marcado                       | Júlia                       |                                  | TV Excelsior  |
| 1968    | A Última Testemunha                | Constância                  |                                  | TV Excelsior  |
| 1969    | Algemas de Ouro                    | Linda                       |                                  | Rede Record   |
| 1970    | As Pupilas do Senhor Reitor        | Joana                       |                                  | Rede Record   |
| 1971    | Os Deuses Estão Mortos             | Eleonora                    |                                  | Rede Record   |
| 1972    | Quero Viver                        | Severina                    |                                  | Rede Record   |
| 1978    | O Direito de Nascer                | Dora de Juncal (Dorinha)    |                                  | Rede Tupi     |
| 1986    | Memórias de um Gigolô              | Antonieta                   |                                  | Rede Globo    |
| 1987    | Sassaricando                       | Aldonza Gutierrez de Pádua  |                                  | Rede Globo    |
| 1990    | Rainha da Sucata                   | Helena Ribeiro (Lena)       |                                  | Rede Globo    |
| 1990    | A História de Ana Raio e Zé Trovão | Verônica Santos / Elisa     |                                  | Rede Manchete |
| 1992    | Despedida de Solteiro              | Emília Souza Bastos         |                                  | Rede Globo    |
| 1993    | Retrato de Mulher                  | Celeste                     | Episódio: "Era uma Vez...Teresa" | Rede Globo    |
| 1994    | A Viagem                           | Fátima Aparecida Domingues  |                                  | Rede Globo    |
| 1994–95 | Papo Sério                         | Apresentadora               |                                  | Rede Manchete |
| 1996    | Razão de Viver                     | Carmem                      |                                  | SBT           |
| 1997    | Uma Janela para o Céu              | Dalva                       |                                  | Rede Record   |
| 1997    | Canoa do Bagre                     | Clara Bastos (Clarita)      |                                  | Rede Record   |
| 1998    | Do Fundo do Coração                | Alzira Cabral               |                                  | Rede Record   |
| 1998    | Estrela de Fogo                    | Clara Alvarenga             |                                  | Rede Record   |
| 1999    | Louca Paixão                       | Helena Moraes               |                                  | Rede Record   |
| 1999    | Terra Nostra                       | Dolores Martinez            |                                  | Rede Globo    |
| 2000    | Uga Uga                            | Carmem Louise Ladvocat      |                                  | Rede Globo    |
| 2003    | Kubanacan                          | Isabelita Nieves Montenegro |                                  | Rede Globo    |
| 2003–06 | Zorra Total                        | Ornela                      |                                  | Rede Globo    |
| 2006    | Pé na Jaca                         | Carmem Caballero Silva      |                                  | Rede Globo    |
| 2009    | Viver a Vida                       | Noêmia Ribeiro              |                                  | Rede Globo    |

### Cinema
| Ano  | Título       | Notas                    |
| ---- | ------------ | ------------------------ |
| 1949 | Quase no Céu | Cia Cinematográfica Tupi |